# Zla Horda
Zla Horda (eng. Evil Horde) ili ponekad jednostavno Horda, izmišljena multigalaktička vojna organizacija koja vodi osvajanje brojnih svjetova uz pomoć svoje goleme vojne snage osnažene visokotehnološkim naoružanjem i čarobnim moćima. Vrhovnu galaktičku organizaciju Zle Horde predvodi tajanstveni Horde Prime, dok podružnicom Zle Horde na planetu Eteriji zapovijeda kiborg i zli čarobnjak Hordak, njegov brat.
Pripadnici Zle Horde teroriziraju stanovnike Eterije i porobljavaju ga, a Hordak nastoji prodrijeti i natrag na Eterniju kako bi osvojio dvorac Siva Lubanja i ostvario vlast nad cijelom Eternijom. U tome mu pomažu njegovi pomoćnici koje drži u strogoj podložnosti, poput Mantenne, Leecha, Grizzlora te robotskih vojnika Horde Troopera. Hordakova zamjenica i druga po hijerarhiji je zla čarobnica Shadow Weaver, dok je glavna vojna zapovjednica bila kapetanica Adora, koja je kasnije prebjegla k Pobunjenicima, a njeno je mjesto u zapovjednom lancu preuzela Catra.
Mattelova linija igračka Zle Horde puštena je u prodaju 1985. godine kao dio franšize Gospodari svemira, no kako je tada animirani serijal He-Man i Gospodari svemira bio već pri svom kraju, Hordak i Zla Horda postali su glavni zlikovci u novoj animiranoj seriji She-Ra: Princeza moći (1985. – 1987.). Unatoč tome, Hordak i Zla Horda pojavljuju se u brojnim mini stripovima i stripovima kao protivnici He-Mana i Herojskih ratnika. U animiranom serijalu s početka 2000-ih godina He-Man i Gospodari svemira (2002. – 2003.), Hordak se pojavljuje kao protivnik iz daleke prošlosti koji se sukobio s mitskim kraljem Grayskullom, a objašnjava se kao i u animiranomu dugometražnomu filmu He-Man i She-Ra: Tajna mača, kako je Skeletor nekoć također bio član Zle Horde i Hordakov učenik crne magije koji ga je naposljetku izdao i napustio te se vratio na Eterniju da je osvoji, dok je svoga učitelja Hordaka ostavio zarobljenog u drugoj dimenziji. U trećoj sezoni animirane serije u proizvodnji Mike Young Productionsa, Hordak je trebao biti glavni negativac, ali sezona je otkazana.
U animiranim serijalima She-Ra: Princeza moći (1985. – 1987.) i novoj adaptaciji She-Ra i princeze moći (2018. – 2020.), Hordak i Zla Horda su glavni zlikovci koji se bore protiv pobunjenika pod vodstvom princeze Adore, poznatije kao She-Ra, princeza moći.
Sjedište iz kojeg djeluje Zla Horda zove se Zona straha i to je jedno od najstrašnijih mjesta na čitavoj Eteriji.

## Najpoznatiji članovi Zle Horde
- Horde Prime - galaktički vođa Zle Horde i međugalaktičkog Carstva Zle Horde; Hordakov stariji brat ili stvaratelj
- Hordak - drevni vođa Zle Horde na planeti Eteriji
- Shadow Weaver - zla čarobnica i Hordakova zamjenica. Odgojila je princezu Adoru i držala je u poslušnosti pomoću  magije
- Adora - prvotno članica Zle Horde kao kapetanica Adora ili Despera. Kasnije se odmetnula od Zle Horde i prebjegla Pobunjenicima te započela borbu za izbacivanje Hordakovih snaga s Eterije. He-Manova je sestra i nositeljica moći Mača Zaštite
- Catra - kapetanica Zle Horde i Hordakova druga zamjenica nakon prebjega Adore. Nosi čarobnu masku pomoću koje se može pretvoriti u divlju mačkastu zvijer
- Leech - humanoidna pijavica koja svojim sisaljkama na ustima, rukama i nogama siše životnu energiju iz protivnika
- Grizzlor - humanoidno čudovište, čuvar Hordinog zatvora na Zvjerskom otoku i nemilosrdni ratnik
- Mantenna
- Modulok - metamorfno stvorenje, obično s dvije glave i tijelom koje može preoblikovati po volji. Hordakov je glavni inženjer zadužen za tehnologiju, izradu oružja, popravke strojeva i tehnološke izume
- Multi-Bot
- Dragstor
- Scorpia
- Octavia
- Tung Lashor (bivši član Zle Horde) - pripadnik Ljudi zmija koji je, nakon zarobljavanja kralja Hissa i ostalih njegovih vojnika, našao svoje mjesto u Hordakovoj službi. Poslije oslobođenja Hissa i Ljudi zmija ponovno se pridružio njihovim snagama
- Rattlor (bivši član Zle Horde) - još jedan pripadnik Ljudi zmija koji je opet položio prisegu kralju Hissu nakon što je služio Hordakovoj Zloj Hordi. U animiranoj seriji iz ranih 2000-ih godina spominje se kao general Rattlor

## Vanjske poveznice
- Zla Horda – he-man.fandom.com (engl.)